# Eduardo Koaik
Dom Eduardo Miled Koaik (Manaus, 21 de agosto de 1926 — Piracicaba, 25 de agosto de 2012) foi bispo católico brasileiro, bispo-emérito da Diocese de Piracicaba.

## Biografia
Descendente de libaneses, era filho de Miled José Koaik e de Helena Elias Koaik. Dom Eduardo Koaik já mostrava vocação eclesiástica desde muito jovem, quando aos 11 anos de idade ingressou no Seminário Arquidiocesano do Rio de Janeiro, onde cursou os cursos, à época, chamados ginasial e colegial. Após concluir o curso de Filosofia, viajou para a cidade de Roma cursando Teologia na Pontifícia Universidade Gregoriana e logo depois foi ordenado sacerdote em 1950. De volta à cidade do Rio de Janeiro, atuou como professor de Teologia Fundamental, diretor espiritual e mestre de disciplina do Seminário São José do Rio Comprido, até 1957. Também foi assistente da Juventude Independente Católica (JIC). Foi pároco em diversas paróquias até tornar-se bispo-auxiliar da capital fluminense ocupando o cargo a partir do ano de 1973. Em 1979, após ter sido ordenado Bispo pelo Cardeal Dom Eugênio de Araújo Sales, foi transferido para a cidade de Piracicaba.
Tomou posse no dia 28 de fevereiro de 1980, como Bispo Coadjutor de Dom Aníger (2º Bispo de Piracicaba) com direito à sucessão e Administrador Apostólico “Sede Plena”. Sua posse como o terceiro bispo titular diocesano da cidade ocorreu em 11 de janeiro de 1984.

## Episcopado
No comando da diocese, desempenhou diversos serviços em prol da Igreja no Brasil. Foi presidente do Regional Sul – 1 da CNBB, entre 1991 a 1995. Por duas vezes, foi membro da Comissão Episcopal de Pastoral da entidade, respondendo, na primeira vez, pelo setor de Comunicação Social e, na segunda, pelo setor dos Leigos, das Comunidades Eclesiais de Base e da Pastoral Universitária. Foi ainda presidente da Cáritas Brasileira e fez parte da episcopal indicada pela CNBB para acompanhar a Renovação Carismática Católica. Fez parte ainda da Comissão de Comunicação da Conferência do Episcopado Latino-Americano (CELAM), entre suas tarefas, ordenou 34 padres diocesanos e 33 diáconos permanentes, criou 17 novas paróquias, 5 quase-paróquias e 2 santuários marianos, construiu os Seminários Teológico, Filosófico e Propedêutico, desenvolveu as pastorais sociais, criando diversos projetos e organismos com o objetivo de oferecer personalidade jurídica e administrativa a todos os trabalhos sociais da Diocese, foi responsável por implantar em Piracicaba a Pastoral da Criança, em 1987; o Serviço de Apoio ao Menor (hoje Serviço de Apoio ao Adolescente com Medida Socioeducativa), o Seame, que atende menores infratores desde 1981; o banco de remédios para necessitados, em 1981; o Bazar da Fraternidade, que oferece roupas novas e usadas a preços simbólicos; pela construção de 112 casas em mutirão; uma comunidade terapêutica para dependentes químicos em 1987 e a Pastoral do Serviço da Caridade (PASCA).
Em 15 de maio de 2002, após 22 anos de atuação, a Santa Sé aceitou sua renúncia, aos 75 anos de idade, encerrando seu ministério episcopal, por motivo de idade, sendo sucedido por Dom Moacyr José Vitti (1940-2014), em 5 de julho do mesmo ano e tornando-se Bispo Emérito de Piracicaba.
Como Bispo Emérito ordenou 3 sacerdotes diocesanos e 1 religioso, atuava como vigário na Paróquia Santa Cruz e São Dimas situada no bairro São Dimas onde também mantinha residência.
Teve como lema episcopal: "Construir na Caridade".
| “ | "A caridade é o melhor caminho para se formar as pessoas. Acho que o caminho é ensinar a pescar e dar o peixe." | ” |

## Saúde
Internado em estado crítico desde o dia 18 de agosto, com neoplasia no couro cabeludo e metaplasia de pulmão e hepática, após cinco anos de tratamento contra o câncer, passando, desde 2007, por quatro intervenções cirúrgicas, centenas de sessões de quimioterapia e de radioterapia, faleceu às 5 horas da madrugada do dia 25 de agosto, no Hospital Unimed de Piracicaba, de falência de múltiplos órgãos , aos 86 anos.
O corpo foi velado na Catedral de Santo Antônio, na região central da cidade. 
Durante os dois dias de velório, foram celebradas quatorze missas em sua homenagem. No dia 27 de agosto, às 10 horas, após a última missa de corpo presente, denominada Exequial, o corpo do bispo foi sepultado ao som de cânticos e sob aplausos de 1500 fiéis, na cripta da catedral, onde já encontram-se sepultados os corpos do Monsenhor Manoel Francisco Rosa (1874-1965), primeiro pároco da Catedral de Santo Antônio da cidade e de Dom Aníger Francisco de Maria Melillo (1911-1985), segundo bispo da diocese de Piracicaba, ficando eles, logo entre a imagem de Nossa Senhora de Fátima e a de Nossa Senhora das Graças.